# Cataglyphis semitonsus
Cataglyphis semitonsus é uma espécie de inseto do gênero Cataglyphis, pertencente à família Formicidae.